# Zhang Chutong
Zhang Chutong (n. 17 februarie 2003, Jilin⁠(d), Republica Populară Chineză) este o sportivă ce a reprezentat Republica Populară Chineză, medaliată olimpică. A participat la 1 ediție a Jocurilor Olimpice (2022) în care a câștigat 1 medalie de bronz.